# Чуртанбашево
Чуртанба́шево (рос. Чуртанбашево, башк. Суртанбаш) — присілок у складі Чекмагушівського району Башкортостану, Росія. Входить до складу Тузлукушевської сільської ради.
Населення — 55 осіб (2010; 98 у 2002).
Національний склад:
- башкири — 56 %
- татари — 26 %